# Uvaria angolensis
Uvaria angolensis är en kirimojaväxtart som beskrevs av Friedrich Welwitsch och Daniel Oliver. Uvaria angolensis ingår i släktet Uvaria och familjen kirimojaväxter. Inga underarter finns listade i Catalogue of Life.